# Etmopterus evansi
Etmopterus evansi  (лат.) — вид рода чёрных колючих акул семейства лат. Etmopteridae отряда катранообразных. Обитает в восточной части Индийского океана на глубине до 550 м. Максимальный зарегистрированный размер 30 см. Тело стройное, вытянутое. У основания обоих спинных плавников имеются шипы. Анальный плавник отсутствует.

## Таксономия
Впервые вид был описан в 2002 году. Голотип —  самка длиной 27,1 см, пойманная у северо-западного побережья Австралии на глубине 545 м (17° 52' ю. ш. и 118° 16' в. д.). Паратипы: самка длиной 29,7 см и самцы длиной 26,2 см и 22,3 см, пойманные в архипелаге Дампье на глубине 550 м (18° 52' ю. ш. и 116° 00' в. д.), самка длиной 24 с, пойманная к северо-западу от Порта Хедленда (18° 34' ю. ш. и 117° 22' в. д.) на глубине 460 м, неполовозрелый самец длиной 21,9 см, пойманный в Тиморском море (13° 56' ю. ш. и 122° 06' в. д.) на глубине 443 м, самцы длиной 27,6 см и 25,6 см и самка длиной 27 см, пойманные на островах Танимбар в Арафурском море (8° 16' ю. ш. и 131° 59' в. д.) на глубине 549—552 м.

## Ареал
Etmopterus evansi обитают в восточной части Индийского океана у берегов Австралии и Индонезии. Эти акулы встречаются на материковом склоне на глубине от 430 до 550 м.

## Описание
Максимальный зарегистрированный размер составляет 30 см. Тело вытянутое, стройное, хвостовой стебель удлинён, его длина составляет 18,9—21,8% от общей длины. Окраска спины и брюха сильно контрастирует: на задней трети хвостового стебля имеется вентральное тёмное пятно седловидной формы; на кончиках и посередине хвостового плавника расположены заметные тёмные полосы. Глаза узкие, на верхнем веке имеется бледное пятно. Тело плотно покрыто тонкими плакоидными чешуйками, образующими нечёткие продольные ряды. Позади глаз имеются брызгальца. У основания обоих спинных плавников расположены шипы.
На верхней челюсти имеется 3 ряда, а на нижней один ряд зубов. Верхние и нижние зубы отличаются по форме. Верхние зубы маленькие, торчащие, оканчиваются несколькими зубцами (как правило, пятью). Нижние зубы лишены зазубрин, они подобны лезвиям и сцеплены основаниями между собой.

## Биология
Etmopterus evansi, вероятно, размножаются яйцеживорождением.

## Взаимодействие с человеком
В ареале глубоководный рыбный промысел ведется неактивно и в основном на глубине до 200 м. Международный союз охраны природы присвоил этому виду статус сохранности «Вызывающий наименьшие опасения.